# 最小発育阻止濃度
最小発育阻止濃度（さいしょうはついくそしのうど、英: minimum inhibitory concentration、MIC)とは一夜培養における微生物を阻止する抗微生物物質の最小濃度。MICを用いて抗微生物物質に対する微生物の抵抗性を実験室で確かめることは診断において重要であり、また、新しい抗微生物物質の効果の検証にもMICは重要である。MICは一般的には生物に対する抗微生物物質の活性を調べる最も基本的な実験室的手技とみなされている。

## MICの解釈
MICは抗菌薬・抗ウイルス薬の薬効の指標となるため、臨床でよく用いられている。MICの測定の際には一定量の細菌に対して抗菌薬を作用させ、18時間以上培養する。その後、培養液に目視で確認できる混濁がなければその濃度では抗菌薬が十分に作用していると判断し、混濁が見られない最小の抗菌薬濃度をMICとする。発育の阻止を確認しているだけであるので､実際に死滅している濃度を確認する場合には､最小殺菌濃度を測定する。MICが小さいほど低濃度で微生物の発育を阻止することができる。ただし、生菌数が少ない場合には培養液中に混濁が見られないため、たとえ混濁がなくても微生物がすべて死滅しているわけではなく薬剤濃度の低下により再び増殖する可能性があるということ、さらにMICがたとえ小さい値であっても各薬剤と菌種により下記に述べるブレイクポイントが異なることから臨床的な用量で効果を示すかは分からないことを念頭におく必要がある。MIC値はPK/PDパラメータ（%T>MIC、Cmax/MIC、AUC/MIC）の算定にも用いられる。

## ブレイクポイント
測定したMICは米国の臨床検査標準協会(CLSI)の基準に基づき評価をする。CLSIでは抗菌薬・菌種ごとに基準となる数値を定めており、その値よりも測定したMIC値が低い場合にはS(感受性)、高いときにはR(耐性)と判定する。この境界となる抗菌薬濃度をブレイクポイントと称する。ここでSと判定を受けても、①CLSIのブレイクポイントはあくまで米国人を対象としたものであること、②抗菌薬の各臓器への移行能は考慮されていないこと、③静菌的な作用を示す抗菌薬ではMICと殺菌作用を示す濃度に差があり、菌を死滅させることが難しい等の理由から、実際に臨床効果が十分にあらわれるかどうかは分からない。そこで、日本化学療法学会では独自に臨床的ブレイクポイントを設定している。これは各種抗菌薬の特性や組織移行能、体内動態を考慮しており、疾患別に定められている。